# Lăng Hoàng gia
Lăng Hoàng gia là nơi yên nghỉ của những người quá cố thuộc dòng họ Phạm Đăng nổi tiếng ở Gò Công thuộc tỉnh Tiền Giang (Việt Nam).

## Giới thiệu

### Vị trí, tên gọi
Lăng Hoàng gia được xây trên gò Sơn Quy (có hình con rùa nên dân gian gọi là Gò Rùa, sau được vua Tự Đức đổi thành Sơn Quy) thuộc khu phố Lăng Hoàng gia, phường Long Hưng, thành phố Gò Công, tỉnh Tiền Giang.
Khu lăng được xây dựng trong nhiều năm liền trên diện tích gần 3.000m2, nằm cách thành phố Gò Công khoảng 2km và cách thành phố Mỹ Tho khoảng 40km. 
Dòng họ Phạm Đăng đã sống lâu đời và nổi tiếng ở đất Gò Công. Ông Phạm Đăng Khoa là người khai hoang lập nghiệp ở xứ này. Phạm Đăng Hưng là hậu duệ đời thứ tư. Vì là ông ngoại vua Tự Đức, cha của Hoàng thái Hậu Từ Dụ, tước Đức Quốc công, nên sau khi Phạm Đăng Hưng mất (1825), triều đình nhà Nguyễn cho xây dựng tại đây nhà thờ và lăng mộ dòng họ Phạm Đăng đúng theo kiến trúc dành cho lăng tẩm vua quan lúc bấy giờ, và được người đời gọi là Lăng Hoàng gia.

### Nhà thờ họ Phạm Đăng
Qua cổng tam quan rêu phong là một ngôi nhà thờ bề thế, được cất theo kiến trúc cung đình, để thờ những người trong dòng tộc Phạm Đăng. Tương truyền, công trình do trưởng nam của Phạm Đăng Hưng là ông Phạm Đăng Tá cho xây dựng năm 1888 thời vua Thành Thái và trùng tu năm 1921 thời vua Khải Định. Hiện nay, ngôi nhà bao gồm một nhà thờ, nhà khách, nhà kho và công trình phụ. Mười trụ cột chính giữa, lớn nhất được thiết kế thành hai hàng song song như những đôi bàn tay khổng lồ vươn lên chống đỡ toàn bộ lăng. Những đường hoành, rui, mè đều được thiết kế sắc sảo, độc đáo, vững chắc bởi các loại gỗ nâu quý được vận chuyển từ Huế vào. Trong nhà thờ có một tấm bia gỗ sơn son thiếp vàng chép lại nội dung bia dựng trước mộ Phạm Đăng Hưng. 

### Mộ Phạm Đăng Hưng

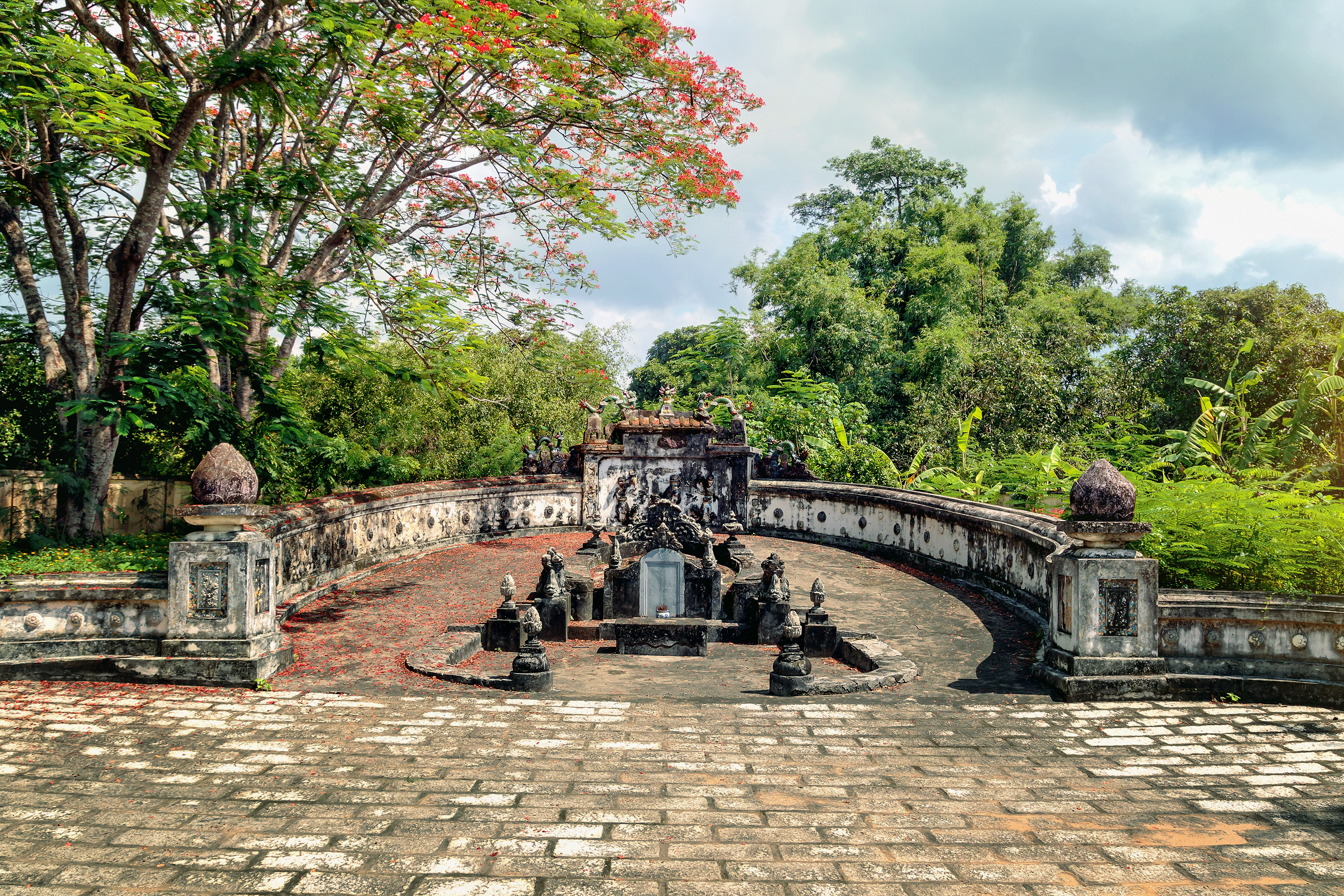
Mộ Phạm Đăng Hưng trong khu di tích Lăng Hoàng gia ở thành phố Gò Công

Đã có 13 người qua đời được xây lăng mộ tại đây trong khoảng thời gian từ năm 1811 đến đầu thế kỷ 20. Đặc biệt, trong đó có mộ của Phạm Đăng Hưng được xây dựng từ năm 1825, là một kiến trúc tâm điểm, độc đáo với diện tích hơn 800m², cách nhà thờ khoảng 500 m phía bên phải. Tương truyền, ông Hưng được chôn ở tư thế ngồi và trong quan ngoài quách .
Mộ được xây dựng với kiểu kiến trúc hình bát giác mang dáng dấp của một chiếc mũ triều phục. Bốn trụ thấp cách điệu giữa búp sen và chiếc nón cùng biểu tượng đôi cá vượt vũ môn được đặt phía trước. Sau bức hoành phi là bốn con rồng ngự trị trên cao giương cặp mắt sáng quắc (hiện tại chỉ còn ba con, một con bên phải đã bị hư hỏng vì thời gian). Phía dưới là hình tượng ngũ lân (tượng trưng cho ngũ tước: công, hầu, bá, tử, nam; ngụ ý năm đời đều danh giá) khảm trai hình độc đáo (hiện con ba con đã bị hư hỏng nặng phần đầu và chân).
Đặc biệt nơi đây có đến hai nhà bia ghi lại công trạng của Phạm Đăng Hưng, với lý do sau:
- Nhà Bia phía bên phải mộ được làm bằng đá cẩm thạch trắng (đá Ngũ Hành Sơn ở Đà Nẵng) có khắc bia văn do Phan Thanh Giản soạn năm 1858. Nhưng khi di chuyển từ Huế vào đến Sài Gòn thì bị quân Pháp lấy làm mộ bia cho Đại úy Barbé vừa bị nghĩa quân Trương Định chém chết 1860. Năm 1999, tấm bia này đã được chuyển về đây. Tính ra tấm bia đá mang tên hai người chết một Pháp một Việt này đã luân lạc đúng 140 năm (1859-1999).
- Nhà bia phía bên trái mộ dựng tấm bia bằng đá hoa cương (đá Ganis) do vua Thành Thái sai làm năm 1899, sau khi tấm bia đầu đã bị quân Pháp chiếm đoạt. Nội dung tấm bia này giống y tấm bia trước.

### Khu mộ dòng họ
Trong khu lăng còn có hệ thống mộ dòng họ Phạm Đăng được chôn theo một trục dài, toàn bộ đều làm bằng hồ ô dước, bao bọc chung quanh bằng một lớp tường dày và cao 90 cm, các ngôi mộ tổ bố cục đơn giản theo hình vuông hoặc chữ nhật.

## Các thông tin khác
Lăng Hoàng gia còn được gọi là khu lăng mộ của "Thích lý" theo nghĩa là của "bà con nhà vua".. Nơi đây, đã được vua Bảo Đại cùng Hoàng hậu Nam Phương đến viếng năm 1942, và cựu hoàng Thành Thái cũng đã đến viếng sau khi về nước năm 1947.
Khu Lăng được xây dựng bởi bàn tay khéo léo của các nghệ nhân địa phương cùng các nghệ nhân cung đình từ Huế được phái vào, nên lăng mang những nét đặc trưng và phong cách của kiến trúc cung đình Huế.
Sau khi phải ký kết Hòa ước Nhâm Tuất (3 tháng 6 năm 1862) với thực dân Pháp, vua Tự Đức đã sai Phan Thanh Giản sang Pháp xin chuộc đất, một phần cũng vì lo sợ khu lăng mộ họ Phạm và khu lăng mộ họ Hồ (xem trang Hồ Văn Bôi) ở Biên Hòa bị đối phương xâm hại. Đến khi Hòa ước Giáp Tuất (15 tháng 4 năm 1874) được ký giữa Pháp và Nam triều, việc bảo vệ khu hai đền mộ này được quy định tại điều khoản 5.
Ngày 2 tháng 12 năm 1992, Lăng Hoàng gia được Bộ Văn hóa-Thông tin (nay là Bộ văn hóa, Thể thao và Du lịch) công nhận di tích cấp Quốc gia.